# Vrba dvoubarvá
Vrba dvoubarvá (Salix bicolor) je keřovitý, vzácný druh rodu vrba ve které zařazován do podrodu Vetrix. V Česku vyrůstá pouze na jediném místě.

## Výskyt

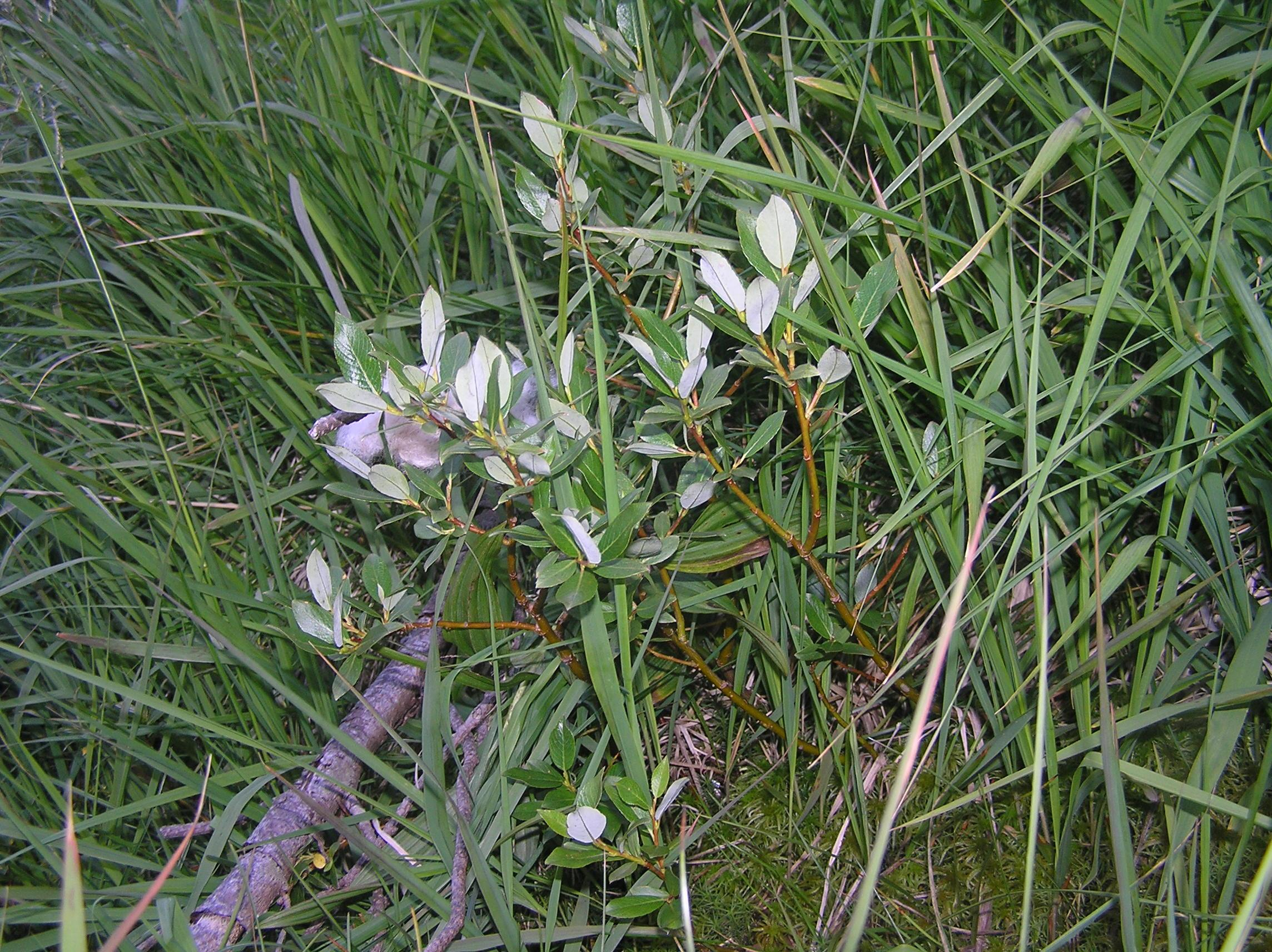
Vrba dvoubarvá (Salix bicolor) v Úpské Jámě v Krkonoších

Roste v horách jihozápadní a středozápadní Evropy (Pyreneje, Francouzské středohoří, Alpy, Vogézy, Harz, Krkonoše, Karpaty). Je vlhkomilná a chladnomilná, má ráda propustné půdy, osvětlená stanoviště, snese však i částečný polostín. Vyhovuje jí subalpínské až alpínské pásmo, kde roste v karových stržích, dolinách, prameništích, křovinách kolem bystřin, v blízkosti ples, především na kyselých půdních podkladech.
V České republice roste jen na jediném místě, v Krkonoších pod Studniční horou. Své jméno dostala podle výrazného rozdílu ve zbarvení horní a spodní strany listů.

## Popis
Nízký až středně vysoký pravidelný, dosti hustý keř polokulovitého až kulovitého habitu, dorůstající do výšky 1,5 m, výjimečně i výše. Kmínky s hladkou, hnědozelenou kůrou dosahují tloušťky až 5 cm. Čerstvé letorosty jsou žlutohnědé barvy se zelenavým nebo oranžovým nádechem, později jsou šedohnědé. Krátké vejčité pupeny délky 2,5 až 3 mm jsou žlutavé nebo oranžové. Listy s řapíky dlouhými od 3 do 4 mm jsou většinou holé, jejich drobné polosrdčité palisty brzy opadávají. Listové čepele eliptického nebo vejčitého tvaru bývají dlouhé 3,5 až 5 cm a široké 1,5 až 2,5 cm. Na bázi jsou klínovité a na vrcholu tupě zašpičatělé, často s ohnutou špičkou, obvykle celokrajné nebo jen řídce zubaté. Lícní stranu mají výrazně tmavě zelenou, lesklou a lysou, na rubové jsou pokryty hustým nasivělým voskovým povlakem a někdy jsou i jemně chlupaté, na podzim zežloutnou.
Jsou to rostliny dvoudomé s jednopohlavnými, redukovanými květy sestavenými do květenství jehněda na krátké vzpřímené stopce. Ve špičatějších samčích, dlouhých až 2,5 cm, mají květy jen dvě tyčinky s nitkami na bázi srostlými, částečně chlupatými, nesoucí načervenalé, později světle žluté kulovité prašníky. Na bázi samčích květů jsou nektaria. Samičí cylindrické jehnědy, dlouhé až 4 cm, obsahují květy s hustě chlupatým, téměř přisedlým, vejčitě kuželovitým semeníkem s čnělkou o délce do 1 mm, která nese ven zakřivenou, hluboce rozeklanou dvoulaločnou bliznu. Hnědožluté květní listeny jsou eliptického tvaru a mají dlouhé chlupy. Vrba dvoubarvá kvete hlavně v druhé polovině května. Opylována je hmyzem. Plodem jsou tobolky s chlopněmi. Vrba dvoubarvá má schopnost zakořenit i z dřevnatých řízků. Dožívá se 20 až 30 let.

## Hybridizace
Stejně jako ostatní druhy i vrba dvoubarvá se snadno kříží s jinými příbuznými druhy. Ve střední Evropě jsou známi její kříženci s vrbou jívou (Salix caprea), vrbou plazivou (Salix repens) a vrbou slezskou (Salix silesiaca). V České republice je věrohodně popsán pouze jeden hybrid Salix × paxii, který vznikl zkřížením s vrbou slezskou. V současnosti se však v ČR pravděpodobně nevyskytuje.

## Taxonomie
Vrba dvoubarvá je součást skupiny vrby bobkolisté (Salix phylicifolia agg.) která roste od Islandu po celé severní Eurasii a na jihu v Karpatech a na Balkánském poloostrově. Jednou z jejich blízkých příbuzných je v Pyrenejích rostoucí Salix basaltica, kterou někteří autoři považují za identickou s vrbou dvoubarvou. Mezi další příbuzné patří alpská vrba Hegetschweilerova (Salix hegetschweileri) a Salix hibernica ze Severního Irska.

## Ohrožení
V České republice roste v jediném areálu ve Sněhovém žlabu v Úpské jámě v Krkonoších, celkem asi 50 jedinců z nichž většina dosahuje maximální výšky 50 cm. Jediná rostlina zůstala z uměle vysazené populace v roce 1983 pod Dolním Úpským vodopádem. Všechny původní rostliny, rostoucí na dvou místech od sebe vzdálených cca 15 m nevykazují žádnou genetickou variabilitu. Je to důsledek toho, že z tamní populace zcela vymizely samčí rostliny a prakticky nedochází k opylení květů a vytvoření semen. (Nejbližší populace v Harzu shodně nemá samčí rostliny a ve Vogézách se vyskytují také jen na jediném místě.)
Počet exemplářů postupně ubývá, jsou poškozovány okusem jelení zvěře i sněhovými lavinami a prudce tekoucí vodou, jen některým se daří regenerovat. Vrba dvoubarvá byla v roce 1992 zařazena vyhláškou MŽP ČR č. 395/1992 Sb. do kategorie kriticky ohrožené druhy, stejně tak jako „Černým a červeným seznamem cévnatých rostlin ČR“ v roce 2000.